# Bandakagni-Sokoura
Bandakagni-Sokoura  est une localité du nord-est de la Côte d'Ivoire, appartenant à la sous-préfecture de Sandégué, dans le département de Sandégué, Région du Zanzan. La localité de Bandakagni-Sokoura est un chef-lieu de commune.
Bandakagni-Sokoura est sur le fuseau horaire GMT (UTC+0).